# Phó Tổng thống Azerbaijan
Phó Tổng thống Azerbaijan là chức vụ cấp cao thứ hai theo Hiến pháp Azerbaijan, sau Tổng thống. Phó Tổng thống đầu tiên và hiện tại là Đệ nhất phu nhân Mehriban Aliyeva.
Ilham Aliyev, Tổng thống và nhà lãnh đạo độc tài của Azerbaijan, đã thiết lập ra chức vụ Phó Tổng thống vào năm 2017 và bổ nhiệm vợ của ông vào vị trí này.

## Thành lập
Chức vụ được thành lập thông qua một bản sửa đổi hiến pháp đã được cử tri thông qua trong một trưng cầu ý dân ngày 26 tháng 9 năm 2016. Sửa đổi giúp tổng thống có quyền bổ nhiệm hoặc cách chức Phó Tổng thống thứ nhất và các Phó Tổng thống của Cộng hòa Azerbaijan.

### Danh sách Phó Tổng thống
| Stt                                                       | Chân dung | Tên (sinh-mất)           | Nhiệm kỳ                  | Đảng                |
| --------------------------------------------------------- | --------- | ------------------------ | ------------------------- | ------------------- |
| Chức vụ thành lập ngày 26 tháng 9 năm 2016                |           |                          |                           |                     |
| Chức vụ trống (26 tháng 9 năm 2016 – 21 tháng 2 năm 2017) |           |                          |                           |                     |
| 1                                                         |           | Mehriban Aliyeva (1964-) | 21 tháng 2 năm 2017 – nay | Đảng Azerbaijan mới |

## Quyền lực
Phó tổng thống sẽ trở thành quyền tổng thống nếu tổng thống từ chức hoặc không bị tước quyền. Trước khi chức vụ được thiết lập, những nhiệm vụ đó được giao cho thủ tướng, người hiện đứng thứ hai sau phó tổng thống.
Về việc Tổng thống từ chức trước thời hạn, cuộc bầu cử tổng thống bất thường được tổ chức trong vòng 60 ngày. Trong trường hợp này, quyền lực Tổng thống Cộng hòa Azerbaijan được thực hiện bởi Phó Tổng thống thứ nhất Cộng hòa Azerbaijan cho đến khi tân Tổng thống Cộng hòa được bầu. Nếu Phó Tổng thống thứ nhất, người đang giữ quyền Tổng thống Cộng hòa Azerbaijan, từ chức hoặc bị tước quyền do vấn đề sức khỏe, thì địa vị Phó Tổng thống thứ nhất được chuyển cho Phó Tổng thống Azerbaijan theo một trình tự quy định.
Phó Tổng thống Azerbaijan có thể ký các thỏa thuận quốc tế giữa các quốc gia và liên chính phủ khi Tổng thống giao quyền này cho ông/bà ấy.

## Điều kiện
Để đủ điều kiện trở thành phó tổng thống, một người phải là công dân của Azerbaijan, có quyền biểu quyết, có bằng đại học và không có trách nhiệm với các quốc gia khác.
Vào ngày 21 tháng 2 năm 2017, Tổng thống Ilham Aliyev bổ nhiệm vợ mình là Mehriban Aliyeva làm Phó Tổng thống thứ nhất. Nếu Aliyev từ chức, Aliyeva sẽ trở thành Tổng thống Azerbaijan. Các nhà phê bình cho rằng việc tạo ra chức vụ này là nhằm củng cố quyền cai trị của gia đình Aliyev ở Azerbaijan.

## Miễn trừ
Phó Tổng thống Azerbaijan được hưởng quyền miễn trừ cá nhân trong suốt nhiệm kỳ quyền hạn của mình. Phó Tổng thống Cộng hòa Azerbaijan không bị bắt, khám xét, khám xét cá nhân trừ trường hợp ông/bà bị bắt quả tang. Quyền miễn trừ của Phó Tổng thống Cộng hòa Azerbaijan chỉ có thể bị chấm dứt bởi Tổng thống Cộng hòa Azerbaijan sau khi Tổng công tố Azerbaijan ban hành lệnh.

## Thư ký của Phó Tổng thống thứ nhất
Ban thư ký của Phó Tổng thống thứ nhất của Azerbaijan bao gồm các thành viên sau:
- Altay Hasanov - Trưởng ban thư ký của Phó Tổng thống thứ nhất Cộng hòa Azerbaijan
- Mehdi Dadashov - Phó trưởng ban thư ký của Phó Tổng thống thứ nhất Cộng hòa Azerbaijan
- Fariz Rzayev - Phó trưởng ban thư ký của Phó Tổng thống thứ nhất Cộng hòa Azerbaijan
- Anar Alakbarov - Trợ lý Phó Tổng thống thứ nhất Cộng hòa Azerbaijan
- Yusuf Mammadaliyev - Trợ lý Phó Tổng thống thứ nhất Cộng hòa Azerbaijan
- Elchin Amirbayov - Trợ lý Phó Tổng thống thứ nhất Cộng hòa Azerbaijan
- Gunduz Karimov - Trợ lý Phó Tổng thống thứ nhất Cộng hòa Azerbaijan
- Emin Huseynov - Trợ lý Phó Tổng thống thứ nhất Cộng hòa Azerbaijan
- Khalid Ahadov - Trợ lý Phó Tổng thống thứ nhất Cộng hòa Azerbaijan[11]